# AISI 347
Standard EN 10088/3 X6 CrNiNb 18-10, Acciaio inossidabile austenico al cromo, nichel stabilizzato al niobio, non temperabile, induribile mediante deformazione a freddo, resistente alla corrosione intracristallina. 
Resistenza alla corrosione buona nei confronti di una grande varietà di sostanze. l'aggiunta di Niobo lo rende resistente alla corrosione intercristallina. Resistenza all'ossidazione fino a circa 850°c in condizioni di lavoro continuo, in condizioni di lavoro discontinuo circa 800 °C. Può essere saldato facilmente utilizzando materiale d'apporto A347. 
Composizione chimica: C 0,03; S <0,015; P 0,03; Si 0,5; Mn 1,8; Cr 17,8; Ni 9,5; Mo 0,4; Nb >uguale 10xC. viene fornito in stato solublizzato, riscaldamento a 1050 °C e poi raffreddamento in acqua
Carico di snervamento Rp02 >205 N/mm2, Rm 510-740 N/mm2